# 산비아세
산비아세(이탈리아어: San Biase)는 이탈리아 몰리세주 캄포바소도의 코무네다. 캄포바소로부터 북서쪽 20km 거리에 있다.